# Der Katalog

Cover der englischsprachigen Version

Der Katalog ist eine Zusammenfassung von acht Alben der Düsseldorfer Band Kraftwerk, die zwischen 1974 und 2003 veröffentlicht wurden. Die Alben wurden tontechnisch restauriert und digital remastered. Sie erschienen in den Formaten Vinyl-Schallplatte- und Compact Disk. Das Sammelalbum erschien in deutscher und in englischer Fassung (The Catalogue) im Oktober 2009. 2012 erschien zum Anlass der 3D-Retrospektive im Museum of Modern Art eine limitierte Sonderauflage der englischsprachigen Version in einer schwarzen Box. Außerdem erschien Ende 2012 anlässlich der Wiederholung der Retrospektive in der Kunstsammlung Nordrhein-Westfalen eine deutschsprachige Version der schwarzen Sonderauflage.

## Entstehung
Die Pläne für eine künstlerisch überarbeitete Kompilation der Alben im CD-Format gehen zurück bis in das Jahr 2004. Die Illustrationen der grafisch leicht veränderten Alben für das Sammelalbum wurden zu dieser Zeit auf der Website der Band in der Abteilung Katalog öffentlich gemacht. Ursprünglich war der Titel 12345678 vorgesehen, da acht Alben für eine gemeinsame Veröffentlichung zusammengestellt wurden. Die Veröffentlichung war für 2004 vorgesehen, 30 Jahre nach dem Album Autobahn, wurde aber immer wieder verschoben.

“We’ve been digitally transferring all of Kraftwerk's original recordings and sound sources from our badly degrading master tapes while our engineers, Fritz and Henning, have been working in parallel to remaster our early albums for re-release. So for the first time, our recordings will be available in crisp, clear Kling Klang sound with all the fold-out covers and images our label at the time either messed up or wouldn't pay for. There will be some alternate mixes of tracks and some unedited versions, but unfortunately we don't have much unreleased material. We never recorded extra songs or twenty different versions of the same song. We would complete a song and then move forward, always keeping very focused on one Kling Klang project at a time.”

„Wir haben alle Kraftwerk Originalaufnahmen und Klangquellen von unseren stark nachlassenden Masterbändern digital übertragen während unsere Ingenieure, Fritz und Henning, parallel Remaster der frühen Alben für eine Veröffentlichung erstellt haben. Unsere Aufnahmen werden also zum ersten Mal im frischen und klaren Kling-Klang-Sound und mit all den Aufklapphüllen und Bildern verfügbar sein, die unser Label damals entweder vermasselt hat oder nicht bezahlen wollte. Es gibt einige alternative Mixe von Tracks und einigen unedited Versionen, aber leider haben wir nicht viel unveröffentlichtes Material. Wir haben niemals extra Songs oder zwanzig verschiedene Versionen desselben Songs aufgenommen. Wir vervollständigten ein Lied und machten dann mit Neuem weiter, wobei wir uns zeitlich immer nur auf ein Kling-Klang-Projekt fokussierten.“

## Rezeption
Tom Ewing von Pitchfork Media vergab 9,5 von zehn Punkten. Er schrieb, Kraftwerk seien eine der wenigen Bands, die in ihrer Musik erfasse, wie sich die Interaktion mit Maschinen wirklich anfühle. Dadurch, dass „Der Katalog“ diese Geschichte in ihrem eigenen Kontext erzähle, würde diesem bemerkenswerten Talent ein großartiger Dienst erwiesen.
Andy Kellman von Allmusic wertete mit 5 von 5 Sternen. Er bezeichnet die Zusammenstellung als „eine für die elektronische Musik ausschlaggebende und aufwändige Reihe“.

## Enthaltene Alben
1. Autobahn (1974)
  1. Autobahn (22:46)
  2. Kometenmelodie 1 (6:41)
  3. Kometenmelodie 2 (5:31)
  4. Mitternacht (3:45)
  5. Morgenspaziergang (4:02)
2. Radio-Aktivität/Radio Activity (1975)
  1. Geigerzähler (1:07)
  2. Radioaktivität (6:41)
  3. Radioland (5:51)
  4. Ätherwellen (4:39)
  5. Sendepause (0:39)
  6. Nachrichten (1:17)
  7. Die Stimme der Energie (0:54)
  8. Antenne (3:42)
  9. Radio Sterne (3:33)
  10. Uran (1:27)
  11. Transistor (2:14)
  12. Ohm Sweet Ohm (5:38)
3. Trans Europa Express/Trans Europe Express (1977)
  1. Europa Endlos (9:41)
  2. Spiegelsaal (7:56)
  3. Schaufensterpuppen (6:15)
  4. Trans Europa Express (6:35)
  5. Metall auf Metall (2:10)
  6. Abzug (4:53)
  7. Franz Schubert (4:26)
  8. Endlos Endlos (0:47)
4. Die Mensch-Maschine/The Man-Machine (1978)
  1. Die Roboter (6:12)
  2. Spacelab (5:57)
  3. Metropolis (6:00)
  4. Das Model (3:39)
  5. Neonlicht (8:55)
  6. Die Mensch-Maschine (5:28)
5. Computerwelt/Computer World (1981)
  1. Computerwelt (5:06)
  2. Taschenrechner (5:04)
  3. Nummern (3:20)
  4. Computerwelt 2 (3:10)
  5. Computer Liebe (7:15)
  6. Heimcomputer (6:19)
  7. It’s More Fun To Compute (4:13)
6. Techno Pop (1986)
  1. Boing Boom Tschak (2:57)
  2. Techno Pop (7:41)
  3. Musique Non Stop (5:44)
  4. Der Telefon Anruf (3:50)
  5. House Phone (4:55)
  6. Sex Objekt (6:51)
  7. Electric Cafe (4:16)
7. The Mix (1991)
  1. Die Roboter (8:53)
  2. Computer Liebe (6:38)
  3. Taschenrechner (4:33)
  4. Dentaku (3:26)
  5. Autobahn (9:28)
  6. Radioaktivität (6:53)
  7. Trans Europa Express (3:20)
  8. Abzug (2:18)
  9. Metall auf Metall (4:58)
  10. Heimcomputer (8:02)
  11. Music Non Stop (6:41)
8. Tour de France (2003)
  1. Prologue (0:31)
  2. Tour De France Étape 1 (4:27)
  3. Tour De France Étape 2 (6:41)
  4. Tour De France Étape 3 (3:56)
  5. Chrono (3:19)
  6. Vitamin (8:09)
  7. Aéro Dynamik (5:04)
  8. Titanium (3:21)
  9. Elektro Kardiogramm (5:16)
  10. La Forme (8:41)
  11. Régéneration (1:16)
  12. Tour De France (5:12)